# Alepocephalus triangularis
Alepocephalus triangularis är en fiskart som beskrevs av Okamura och Kawanishi, 1984. Alepocephalus triangularis ingår i släktet Alepocephalus och familjen Alepocephalidae. Inga underarter finns listade i Catalogue of Life.